# Ivo Josipović
Ivo Josipović ([iːʋɔ jɔsiːpoʋitɕ], nacido el 28 de agosto de 1957 en Zagreb) es un político croata, presidente de Croacia desde el 19 de febrero de 2010 hasta el 18 de febrero de 2015. Josipović es profesor universitario y experto jurista, y miembro del Parlamento de Croacia por el Partido Socialdemócrata (SDP) desde 2003. Venció en las Elecciones Presidenciales de Croacia de 2009-2010, en las que se impuso al alcalde de Zagreb, Milan Bandić.

## Formación y actividad profesional
Nacido en Zagreb, la capital de Croacia (entonces República Socialista Federativa de Yugoslavia), se graduó en la Facultad de Derecho de la Universidad de Zagreb en 1980 y en la Academia Musical de Zagreb en 1983, especializándose en composición. Es profesor de Derecho procesal penal y Derecho penal internacional en la Universidad de Zagreb, así como profesor en la Academia Musical de Zagreb. Ha sido observador de Croacia ante el Tribunal Penal Internacional para la ex Yugoslavia. Ha desempeñado asimismo los cargos de representante de Croacia ante la Corte Internacional de Justicia y en el Consejo de Europa.

## Actividad musical
Desde 1991, Josipović es el director de la Bienal de Música de Zagreb. Además es miembro de la Academia Mundial de Artes y Ciencias. En 1985, recibió un primer premio de la Unión Europea de Radiodifusión por su composición "Samba da Camera". En el año 2023 se estrenó en Zagreb su ópera Lennon, dedicada a los últimos días del Beatle John Lennon, con libreto de Marina Biti. Además de ello ha compuesto más de 50 obras de música de cámara y sinfónica.

## Candidato a la presidencia
En 2009, Josipović fue anunciado como candidato del SDP a la presidencia del país en las elecciones de 2010, tras ganar en unas primarias contra Ljubo Jurčič el 12 de julio. Josipović contó, además, con el beneplácito del presidente saliente, Stjepan Mesić, de la Unión Democrática Croata (HDZ).
En las elecciones presidenciales, el 27 de diciembre de 2009, Josipović ganó la primera vuelta con el 32,4% de los votos. El 10 de enero de 2010 se enfrentó en la segunda vuelta con el candidato independiente Milan Bandić (que había obtenido el 14,8%), consiguiendo una amplia mayoría del 60,3% de los votos.
Tomó oficialmente posesión de su cargo el 18 de febrero siguiente, en un acto en el que abordó el acceso de Croacia a la Unión Europea como uno de los objetivos de su legislatura.
Casado con una jurista y padre de una hija, es considerado un político moderado y paciente, habiendo sido acusado a menudo por sus críticos de "falta de carisma". Habla inglés con fluidez.